# Helldivers 2
Helldivers 2 (стилізується як Helldivers II) — відеогра в жанрі шутера від третьої особи, розроблена Arrowhead Game Studios і видана Sony Interactive Entertainment 8 лютого 2024 року для Microsoft Windows і PlayStation 5. Продовження гри Helldivers 2015 року.
Станом на травень 2024 року, було продано більше 12 мільйонів копій Helldivers 2.

## Ігровий процес
На відміну від Helldivers, шутера з видом зверху вниз, Helldivers 2 — це шутер від третьої особи. Існує багатокористувацький режим з підтримкою до чотирьох гравців. Передбачена функція спільної гри між гравцями на PlayStation 5 та Windows.
Гра не має сюжетної кампанії, але в ній є групи місій, які відбуваються на різних планетах. Місії варіюються від захоплення вказаної точки на місцевості до налаштування центрів зв'язку та порятунку цивільних колоністів, для чого потрібно перемогти численних ворогів.

На скриншоті гравці використовують стратагеми для орбітального удару та десантування зброї підтримки.

Основу гри складають бої загону десантників проти комахоподібних термінідів і кіборгів автоматонів, хоча можна грати й одноосібно. Бої обмежені за часом і мають головні та вторинні цілі. Бійці здатні як битися самостійно, так і використовувати стратегеми: викликати з орбіти боєприпаси, розставляти оборонні точки, міни, щити, викликати орбітальний удар тощо.
Helldivers 2 використовує реалістичну механіку перезарядження зброї. Для кожної зброї існує обмежена кількість магазинів з набоями. Якщо перезарядити її з невичерпаним магазином, то невикористані набої втратяться. Також у грі реалізовано дружній вогонь — учасники загону можуть поранити та вбити одні одних. Щоб полікуватися, боєць повинен скористатися стимулятором, яких є максимум 4 (6, якщо споряджена броня медика).
За виконання завдань гравці винагороджуються «суперкредитами», або можуть придбати їх за реальні гроші чи знайти під час битв. За «суперкредити» гравці купляють зброю, броню, плащі, стратегеми, елементи оформлення бійців і жести для спілкування з іншими гравцями; а крім того вдосконалений «бойовий пропуск», що надає доступ до рідкісних товарів. Друга ігрова валюта — це медалі, що отримуються за виконання побічних місій і додаткових завдань. Медалі потрібні для розблокування доступу до кращого озброєння та елементів оформлення та не можуть бути придбані за реальні гроші.

## Сетинг
Події Helldivers 2 розгортаються в сатиричному майбутньому, через століття після перемоги Супер-Землі, самопроголошеної керованої демократії, над кіборгами, жуками та ілюмінатами під час подій першої гри. Виявляється, що після смерті терміниди виробляють унікальний і надзвичайно цінний ресурс під назвою E-710. На колонізованих людством планетах створюються ферми для видобутку цього ресурсу, але з часом система стримування порушується, що призводить до виходу жуків і спричиняє хаос та руйнування. Одночасно з'являється нова загроза у вигляді автоматонів — механічної армії, яка має на меті знищити людство. Гра починається з відео-рекрутингу для Пекельних Десантників — елітних штурмових військ, які десантуються з орбіти для повернення колонізованих земель. Нові гравці проходять короткий навчальний курс на Марсі, стають повноправними Пекельними Десантниками (англ. Helldiver) і вирушають у космос, щоб керувати власним зорельотом Супер-Руйнівником і брати участь у Другій Галактичній Війні. Лор гри подається через додаткові завдання або активності: гравці можуть знаходити різноманітні журнали, записи та пропагандистські повідомлення під час проходження.

## Розробка та реліз
3 грудня 2020 року компанія Arrowhead Game Studios повідомила, що працює над новим проєктом, який вийде на PlayStation 5. Було підтверджено, що це буде шутер від третьої особи.
13 вересня 2021 року про Helldivers 2 згадали у витоку GeForce Now.
24 травня 2023 року під час виставки PlayStation Showcase 2023 було оголошено про вихід Helldivers 2, в якому йшлося про те, що гра вийде у 2023 році. 6 липня 2023 року вийшов трейлер, який демонстрував ігровий процес. 30 липня 2023 року з'явилися чутки, що гра вийде в жовтні 2023 року. Того ж дня вона отримала рейтинг M від ESRB за «кров» та «інтенсивне насильство». 14 вересня 2023 року ігровий процес був показаний на заході PlayStation State of Play. Під час заходу гра отримала офіційну дату виходу — 8 лютого 2024 року. Попередні замовлення стали доступні 22 вересня 2023 року.
20 березня 2024 року, в оновленні «PATCH 1.000.103» розробники заявили, що мережеві можливості не функціонують, коли в налаштуваннях обрана українська мова консолі.
В грудні 2024 року вийшло велике оновлення Omens of Tyranny, яке додало до гри ще одну сторону конфлікту — прибульців-Ілюмінатів. Ілюмінати були однією з ворожих фракцій у першій Helldivers, але на релізі Helldivers 2 були відсутні. Ілюмінати з Omens of Tyranny — це лише авангард флоту, а не основні сили цієї ворожої до Супер-Землі цивілізації, і вони не захоплюють планети. Ілюмінати володіють здатністю керувати свідомістю і використовують проти Супер-Землі натовпи зомбованих мирних жителів, але в них також є і власна військова техніка — крокуючі триногі «комбайни», які здатні вбити ігрового персонажа з одного пострілу.
В Omens of Tyranny також уперше з’явилися міські ландшафти з щільною забудовою, де й відбуваються бої з Ілюмінатами. Це оновлення також додало до гри багі FRV, здатний перевозити чотирьох десантників.
18 грудня 2024 року компанія Arrowhead випустила кросовер-евент з франшизою Killzone, додавши завантажуваний контент, який гравці могли придбати за внутрішньоігрову валюту.
Генеральний директор Arrowhead Йоган Пілестедт на конференції Game Developers Conference у березні 2025 року розповів, що Організація Об'єднаних Націй звернулася до команди розробників із проханням виступити з доповіддю, присвяченою концепції психологічного захисту від маніпуляцій. Пілестедт зазначив:
«Ми робимо це заради розваги та з добрими намірами, і насправді намагаємося змусити людей замислитися над наукою про те, що таке тоталітарна держава. Якщо ви починаєте носити ту саму уніформу, що й усі, і постійно віддаєте вітання — можливо, ви перебуваєте в тоталітарному режимі».

## Сприйняття
| Агрегатор  | Оцінка                   |
| ---------- | ------------------------ |
| Metacritic | (PC) 82/100 (PS5) 82/100 |
| OpenCritic | 90 %                     |

| Видання        | Оцінка |
| -------------- | ------ |
| Digital Trends | [ 32 ] |
| Eurogamer      | [ 33 ] |
| Game Informer  | 9/10   |
| GameSpot       | 9/10   |
| GamesRadar+    | [ 36 ] |
| Hardcore Gamer | [ 37 ] |
| IGN            | 9/10   |
| NME            | [ 38 ] |
| PC Gamer (США) | 86/100 |
| Push Square    | [ 40 ] |
| Shacknews      | 8/10   |
| The Guardian   | [ 42 ] |
| VideoGamer.com | 8/10   |

Helldivers 2 отримала «загалом схвальні» відгуки від критиків, згідно з оцінкою сайту-агрегатора рецензій Metacritic.
11 лютого 2024 року генеральний директор Arrowhead Games Йоган Пілестедт оголосив, що гра розійшлася тиражем близько 1 млн копій. Станом на березень 2024 року було продано приблизно 8 млн копій.
Вілл Борґер у IGN підсумував враження від гри так: «Helldivers 2 — рідкісна сучасна багатокористувацька гра, яка робить майже все правильно». Вона надає чималу свободу гравцям, різноманітність місій, і має приємну систему прогресу, що не нав'язує покупок за реальні гроші. Існують деякі проблеми з підбором партнерів, але грати весело завдяки кумедним реплікам під час місій та певній випадковості під час боїв.
Кіт Стюарт у The Guardian писав, що гра нагадує Left 4 Dead або оригінальний режим орди в Gears of War. Критик похвалив дизайн Helldivers 2, де кожен елемент відчувається важливим і кожна дія має наслідок, навіть при тому, що планети здебільшого пустельні. Можливість спілкуватися з іншими гравцями та дружній вогонь сприяють веселощам у стилі науково-фантастичної сатири Пола Верговена «Зоряний десант».
На початку травня 2024 року гравці обвалили рейтинг гри у Steam. Понад 200 тис. останніх оцінок були негативними. Причиною стало рішення видавця, Sony, запровадити обов'язкову реєстрацію в PlayStation Network для власників ПК-версії. Після цього, Helldivers 2 тимчасово зникла з продажу в 177 країнах.